# Крцко Орашчић и четири краљевства
Крцко Орашчић и четири краљевства (енгл. The Nutcracker and the Four Realms) је амерички фантастично-авантуристички филм из 2018. чији су режисери Ласе Халстрем и Џо Џонстоун базиран на сценарију Ешли Павел. Представља препричавање Ернест Теодор Вилхелм Хофманове кратке приче „Крцко Орашчић и краљ мишева” и Маријус Пепипове и Петар Чајковковог балета Крцко Орашчић, о младој девојци којој је од преминуле мајке поклоњено закључано јаје и креће у чаробну земљу да узме кључ. Главне улоге тумаче Кира Најтли, Макензи Фој, Џејден Фаора-Најт, Еухенио Дербез, Метју Макфејден, Ричард Е. Грант, Мисти Копенленд, Хелен Мирен и Морган Фриман.
Филм је најављен у марту 2016. са Халстремом као режисером и скрипте од Павела. Већина улога је потписана тог лета и снимање је почело у октобру у студију Pinewood Studios у трајању до јануара 2017. године. У децембру 2017, најављено је да ће Џо Џонстоун режирати месец дана поновних снимања, са Хелстремом који је прихватио да Џонсон добије похвалу ко-режисера. Поновна снимања је написао Том Макарти, који није добио похвалу.
Филм Крцко Орашчић и четири краљевства је имао премијеру у Лос Анђелесу 29. октобра 2018 и објавио га је дистрибутер Walt Disney Studios Motion Pictures у Сједињеним Државама 2. новембра 2018, у RealD 3D и Dolby Cinema. Филм је зарадио 174 милиона америчких долара широм света преко буџета између 120—133 милиона америчких долара. Добио је генерално негативан пријем, са критикама његове приче и плесних рутина. У Србији је филм објављен 6. децембра 2018. чију дистрибуцију ради Taramount Film.

## Радња
Клара (Макензи Фој) тражи јединствен, чаробни кључ који откључава кутију са непроцењивим поклоном који је добила од покојне мајке. Златни конац, који добије на годишњој забави свог кума Дроселмајера (Морган Фриман), доведе је до жељеног кључа који је одмах транспортује у чудан и тајанствен паралелни свет. Клара среће војника по имену Филип (Џејден Фаора-Најт), групу мишева и регента који владају у три краљевства: Земљи пахуљица, Земљи цвећа и Земљи слаткиша. Али, Клара и Филип морају да ослободе мрачно Четврто краљевство које терорише Мајка Медењак, да врате кључ и успоставе хармонију у овој нестабилној земљи.

## Улоге
| Глумац            | Улога                 |
| ----------------- | --------------------- |
| Макензи Фој       | принцеза Клара        |
| Џејден Фаора-Најт | капетан Филип Хофман  |
| Кира Најтли       | вила шећерне вуне     |
| Хелен Мирен       | мајка Џинџер          |
| Морган Фримен     | Дроселмајер           |
| Еухенио Дербез    | Хоторн                |
| Ричард Е. Грант   | Шивер                 |
| Мисти Копенланд   | принцеза Балерина     |
| Ана Медли         | краљица Мери Шалбаум  |
| Сергеј Полунин    | Каваљер слаткиша      |
| Ели Бамбер        | Луиз Сталбаум         |
| Том Свит          | Фриџ Сталбаум         |
| Џек Вајтенхол     | Харликвин             |
| Умед Чалили       | Каваљер               |
| Мира Сјал         | куварица Сталбаумових |
| Чарлс „Lil Buck” Рајли    | краљ мишева           |
| Prince            | коњ Џинглс            |
| Густаво Дудамел   | кондуктер             |
| Макс Вестфол      | Цветни Каваљер        |
| Ерон Смит         | Снежни Каваљер        |